# Овражне (Перекопський район)
Овра́жне (до 1948 року — Бораган, крим. Borağan) — село Перекопського району Автономної Республіки Крим.
Розташоване на півдні району.
Відстань від райцентру до населеного пункта становить 51 кілометрів по прямій.

## Історія
В останній період Кримського ханства Бораган входив до Каракуртського кадилика Бахчисарайського каймаканства, перша документальна згадка села зустрічається в Камеральному Описі Криму… 1784 року.
18 травня 1948 року Указом Президії Верховної Ради РРФСР Старий Бараган перейменували на Овражне.